# Cephalotrigona
Cephalotrigona es un género de himenópteros ápidos de la tribu Meliponini.
Se encuentran en América central y del sur. Son abejas sociales, mansas, que viven en colonias grandes, localizadas en huecos de árboles. La entrada de los nidos es poco visible y de tamaño reducido y se abre en un tubo de entrada. Los nidos de cría son helicoidales u horizontales. Se presentan reinas en miniatura, que provienen de celdas normales, utilizadas para la cría de obreras o zánganos. Hay un involucro alrededor de la cámara de cría. Las ánforas con miel son grandes pueden tener hasta 4 centímetros de altura. Las poblaciones de las colmenas tienen 1.000 a 2.000 abejas, indicando números mayores en colmenas fuertes.

## Especies
- Cephalotrigona capitata (Smith, 1854)
- Cephalotrigona eburneiventer (Schwarz, 1948)
- Cephalotrigona femorata (Smith, 1854)
- Cephalotrigona oaxacana Ayala, 1999
- Cephalotrigona zexmeniae (Cockerell, 1912)